# Hospital Municipal Dr. Clementino Moura
O Hospital Municipal Clementino Moura (conhecido como Socorrão II) é um hospital público municipal de São Luís, no Maranhão, e um dos maiores do estado no atendimento de urgência e emergência.

## Histórico
Foi inaugurado em 1998 para reforçar a rede de urgência e emergência do município de São Luís, no bairro Santa Efigência (Cidade Operária).

## Estrutura
O Socorrão II se destina às urgências clínicas e cirúrgicas de pacientes adultos, com especialidade no atendimento de traumatismos ortopédicos, neurocirúrgicos e bucomaxilares. É considerado hospital de referência para assistência de alta complexidade em traumatologia e ortopedia.
No entanto, há uma grande demanda  por pacientes do interior do estado, que correspondem a cerca de metade dos atendimentos,  gerando constantes críticas da população por problemas infraestrutura e superlotação.